# Helloween
Helloween est un groupe de power metal allemand originaire de Hambourg et fondé en 1984 par les membres des groupes Iron Fist, Gentry, et Powerfool. Considéré comme le groupe pionnier du power metal dans sa définition la plus répandue aujourd'hui (le speed metal mélodique), sa formation initiale se compose du guitariste Michael Weikath, du bassiste Markus Grosskopf, du chanteur et guitariste Kai Hansen, et du batteur Ingo Schwichtenberg. Après la sortie d'un EP éponyme et d'un premier album en 1985, le groupe devient un quintet dès l'arrivée du chanteur Michael Kiske, Hansen endossant le rôle unique de guitariste. Paraissent alors les albums Keeper of the Seven Keys Part I et Part II qui posent les bases du power metal. Félicités par la presse spécialisée, ils permettent à Helloween de devenir un groupe notable du heavy metal.
Le symbole du groupe est une citrouille qui apparaît sur son logo à la place du O du mot "Helloween" et ce, sur toutes ses pochettes de disques à l'exception de l'album Pink Bubbles Go Ape où la citrouille est remplacée par une bulle.
Depuis sa création, Helloween recense dix-sept albums studio, cinq albums live, trois EP, et douze singles, pour plus de huit millions d'exemplaires vendus à travers le monde,

## Biographie

### Formation et premier album (1984–1986)
En 1982, après avoir quitté son premier groupe Powerfool qui ne remportait aucun succès, Michael Weikath rejoint le groupe Iron Fist qui deviendra Helloween alors initialement formé à Hambourg, en Allemagne, de Ingo Schwichtenberg à la batterie, Markus Grosskopf à la basse et Kai Hansen à la guitare et au chant. Il est, avec Markus Grosskopf, le seul rescapé du line-up originel.
En 1984, le groupe signe avec le label Noise Records et enregistre deux morceaux pour la compilation Death Metal : Oernst of Life et Metal Invaders. Après un premier mini-album de cinq titres sobrement intitulés Helloween (aussi appelé mini LP), le groupe sort son premier album Walls of Jericho en 1985 sur lequel Kai Hansen assure chant et guitare. Il y est accompagné de Michael Weikath à la guitare, Markus Grosskopf à la basse et Ingo Schwichtenberg à la batterie. L'énergie insufflée par les guitares rythmiques et les solos rapides et mélodiques apporte un souffle nouveau au heavy metal et participe à l'émergence d'un nouveau genre, le speed mélodique, dont les fondations seront parachevées avec les deux albums suivants : Keeper of the Seven Keys Part 1 et Keeper of the Seven Keys Part 2.
Le nom de ce premier album inspire par ailleurs le groupe Walls of Jericho ainsi que le nom de scène du catcheur Chris Jericho.

### Keeper of the Seven Keys(1986–1989)
Kai Hansen ayant des difficultés à assurer en même temps guitare et chant, le groupe embauche un jeune chanteur de 18 ans originaire de Hambourg, Michael Kiske, ancien membre de III Prophecy. Le groupe travaille alors sur son nouvel opus et décide d'en faire un double album mais son label de l'époque, Noise, peu sûr de sa réussite commerciale en plus du coût, ne veut pas d'un album de ce format. Helloween s'engage alors sur la première partie de cet album concept Keeper of the Seven Keys Part 1 qui sort en 1987 et qui assurera au groupe une renommée mondiale. Sort ensuite en 1988, la deuxième partie qui est probablement l'album du groupe le plus connu, Keeper of the Seven Keys Part 2. Cette deuxième partie obtient encore plus de succès que la première et finit d'installer la réputation du groupe.
Ces deux albums qui combinent des riffs de speed metal avec des riffs mélodiques et des techniques vocales claires et puissantes sont considérés comme fondateurs du speed mélodique. Ils renouent également avec la tradition des Album-concept des années 1970 avec une certaine unité de construction dans chacune des parties (une courte introduction musicale, une ballade vers le milieu et un morceau final de plus de 10 min). Les thèmes portent sur les conséquences néfastes de l'activité humaine, l'autodestruction, l'exploitation des autres et sur des quêtes pour délivrer le monde de ses malheurs dans une ambiance médiévale-fantastique -les « duels » des guitaristes symbolisant la lutte du bien contre le mal (en particulier sur le morceau Keeper of The Seven Keys). Outre la maturité musicale, la conception graphique participe au succès des albums avec une pochette aérographiée d'Uwe Karczewski (qui avait déjà signé les deux premières pochettes) et des dessins humoristiques signés du dessinateur belge Frédéric Moulaert (qui signera aussi la pochette du Live In The UK).
Le Pumpkin Fly Free Tour emmène le groupe à travers l'Europe avec en point d'orgue une participation aux Monsters of Rock de Donington dont la tête d'affiche est Iron Maiden. Une tournée aux États-Unis en compagnie d'Exodus et Anthrax est ensuite mise sur pied par MTV.
En 1989, le groupe sort un album concert consécutif à leur tournée européenne de 1988. Il est publié sous trois formes en raison d'une nouvelle mésentente avec leur label : Live In The UK pour l'Europe, I Want Out Live pour les États-Unis et Keepers Live pour le Japon, la version européenne contenant un morceau supplémentaire. C'est l'apogée pour le groupe mais les tensions avec son label ne vont que croître et finissent par déboucher sur des procès entre celui-ci et le groupe. Helloween ayant décidé de casser son contrat avec Noise pour signer chez EMI, Noise attaque en justice. Helloween perd finalement devant les tribunaux et doit payer une amende. Les conséquences pour le groupe sont désastreuses : il doit rembourser son label et se voit interdit de sortir des disques ailleurs qu'en Europe et au Japon.
Parallèlement, Kai Hansen quitte le groupe pour fonder Gamma Ray, non pour cause de tournées trop longues comme annoncé officiellement mais pour des raisons liées à la répétition de multiples tensions entre Michael Weikath, Michael Kiske et lui-même. Les deux premiers voulant tout contrôler du groupe, il s'en ira de lui-même et regrettera par la suite de n'avoir pas conservé le nom du groupe qu'il avait créé. Kai Hansen forme par ailleurs son remplaçant pour la fin de la tournée (Kai Hansen étant parti au cours de la tournée du Keeper Of The Seven Keys Part II) en la personne de Roland Grapow (Masterplan).

### Départ de Hansen et Kiske (1989–1993)
Dans ces conditions difficiles auxquelles s'ajoutent des rumeurs persistantes de séparation du groupe, sort en 1991 Pink Bubbles Go Ape qui recevra un accueil très froid de la critique et des fans et qui ne rencontrera quasiment aucun succès. Les tensions entre Michael Kiske et Michael Weikath persistent et deux ans plus tard, en 1993, sort Chameleon qui loin de sortir le groupe de la crise l'y plonge un peu plus. Le style de l'album tranche radicalement : tout en gardant le côté mélodique et construit des morceaux, la musique est plus lente et moins agressive, ce qui rebute certains fans. L'instrumentation est renforcée par un violon (Stefan Pintev), un synthétiseur, un orgue (Axel Bergstedt) et le chœur d'enfants de l'orchestre Bach de Hambourg. Un bon nombre de morceaux ne contiennent même pas de guitare électrique (I Don't Wanna Cry No More ou encore Windmill).
C'est dans ce contexte que le batteur Ingo Schwichtenberg est écarté du groupe pendant la tournée pour cause de troubles mentaux, plus précisément de schizophrénie, et de problèmes d'alcool et de stupéfiants. Il sombrera plus tard dans la dépression et finira par se suicider en se jetant sous une rame de métro le 8 mars 1995. Michael Kiske finit lui aussi par quitter le groupe. Il est rendu responsable, par Michael Weikath notamment, de l'échec des deux albums. Il continuera une carrière solo délaissant le Heavy Metal dans lequel il ne se reconnait plus.

### Débuts avec Andi Deris (1994–1999)
En 1994, le groupe signe sous un nouveau label et sort l'album Master of the Rings avec un nouveau chanteur, Andi Deris (ancien chanteur de Pink cream 69). Un nouveau batteur, Uli Kusch (Ride The Sky), est également engagé. C'est le retour du succès pour le groupe. En renouant avec le heavy mélodique qui a fait les heures de gloire d'Helloween, l'album reçoit enfin des critiques positives et le groupe présente une vraie cohérence entre ses membres. Suit en 1996 The Time of the Oath qui amplifie le succès déjà acquis avec Master of the Rings. Il rétablit Helloween parmi les groupes de metal les plus populaires en Europe. L'album contient des titres basés sur les écrits de Nostradamus. Il est considéré par les fans comme le meilleur album depuis l'ère des Keeper dont il reprend en grande partie la structure. Le double-album concert High Live suivra la même année.
Better Than Raw sort ensuite en 1998. Le groupe a combiné des éléments modernes avec le son traditionnel du groupe, ce qui est parfaitement accueilli par les fans. En plus des traditionnelles tournées en Europe, Amérique latine et Japon, le groupe donne un show à New York le 20 décembre 1998. Il n'avait plus foulé le sol américain depuis près de dix ans. Toujours avec la même formation, sort en 1999 un album de reprises, Metal Jukebox. Le groupe semble avoir trouvé son rythme de croisière.

### The Dark RideetRabbit Don't Come Easy(2000–2003)
En 2000 sort The Dark Ride. Avec des guitares sous-accordées, cet album surprend par un style nettement plus sombre que ce que le groupe avait produit jusque-là. La majorité des fans n'aimant visiblement pas cette nouvelle direction et regrettant l'ancien style, cet album est globalement mal accueilli. De fait, des tensions apparaissent à nouveau entre les membres. Après la tournée, Michael Weikath qui reproche à Uli Kusch et à Roland Grapow de ne pas se concentrer assez sur le groupe mais trop sur leurs projets solos, les évince du groupe. Helloween traverse alors une période de flottement et se lance dans la recherche de nouveaux musiciens. Mark Cross est embauché pour assurer la partie de batterie du prochain album mais tombe malade et est finalement remplacé par Mikkey Dee qui assurera l'essentiel des enregistrements. Stefan Schwarzmann prendra ensuite la relève pour un temps. Sascha Gerstner remplace pour sa part Roland Grapow à la guitare.
C'est dans ce nouveau contexte qu'est finalement publié en 2003 l'album Rabbit Don't Come Easy qui renoue avec le speed mélodique et le côté happy caractéristique du groupe qui avait disparu sur The Dark Ride. Il remporte un certain succès auprès de la critique et du public et le groupe part en tournée. Fait marquant, pour la première fois depuis l'époque des Keeper, le groupe fait une vraie tournée aux États-Unis.

### Keeper of the Seven Keys: The Legacy(2004–2006)
En 2004, après avoir assuré la tournée de l'album, le batteur Stefan Schwarzmann quitte le groupe. Il est remplacé par Dani Löble. Helloween retourne en studio en vue d'enregistrer un nouvel album ambitieux, Keeper Of The Seven Keys - The Legacy qui sort le 31 octobre 2005. Outre le nom, il s'agit de la vision moderne de la suite des premiers classiques du groupe. Keeper of the Seven Keys: The Legacy sort sous la forme d'un double album, ce que le groupe n'avait pu réaliser presque 20 ans auparavant.
Il ne faut pas s'attendre à une copie des deux premiers mais plutôt à une continuité de leur style actuel même s'il renoue avec des titres très longs (près de 15 minutes) jamais reproduits depuis les deux premiers Keeper. Cet album est très bien accueilli par la presse et les fans et la tournée mondiale qui s'ensuit recueille un grand succès. Le groupe décide alors d'enregistrer quelques concerts pour la sortie d'un CD/DVD, ce qu'il n'avait plus fait depuis le High Live de 1996. En janvier 2007 sort Keeper of the Seven Keys - The Legacy World Tour 2005/2006 - Live In Sao Paulo en CD et Keeper Of The Seven Keys – The Legacy World Tour 2005/2006 - Live on 3 Continents en DVD. Ce DVD connaît rapidement du succès. D'après le magazine japonais Burrn!, il atteint la première position des ventes de DVD musicaux dans les classements japonais en mai 2007.

### Gambling with the Devil(2007–2008)
Fin octobre 2007 sort Gambling with the Devil. Il est enregistré de mai à juin 2007 à Tenerife et à Ebermannstadt. Lors de son annonce, le groupe indique qu'il s'inscrira dans la suite des Keeper mais n'aura pas le nom de ses prédécesseurs : « Les gens nous accuseraient de vouloir nous vendre » déclare le chanteur Andi Deris. Cet album se caractérise par un style musical plus direct que son prédécesseur Keeper of the Seven Keys: The Legacy et offre un nouveau succès critique et commercial pour le groupe, certains y voyant même l'un des meilleurs albums d'Helloween, époque Andi Deris. Une tournée mondiale avec Gamma Ray, le Hellish Rock 2007/2008, débute en fin d'année 2007. Elle commence en Europe avant de passer par l'Asie du Sud-Est, l'Australie puis l'Amérique du Sud. Elle prend fin en Amérique du Nord durant la deuxième moitié de 2008. Grand succès, cette tournée a permis de revoir Kai Hansen reprendre avec son ancien groupe certains titres cultes de la glorieuse époque d'Helloween lors de la réunion des deux groupes à la fin de chaque concert.

### Divers albums et 25 ans d'existence (2009–2012)

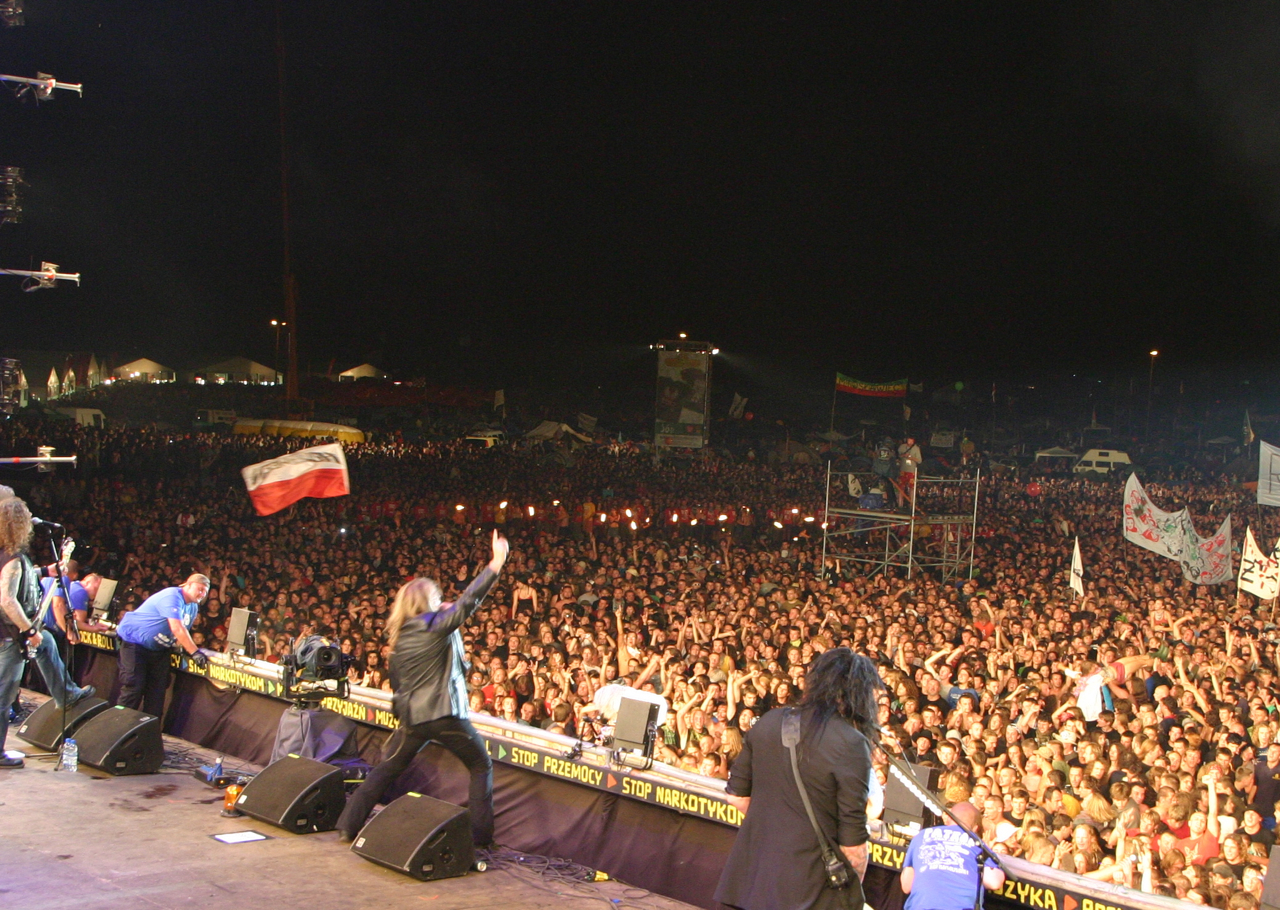
Helloween, au Przystanek Woodstock en 2011.

Fin octobre 2009 et après de longs mois de silence, Helloween annonce sur son site officiel la sortie d'une compilation intitulée Unarmed qui commémorera les 25 ans du groupe. Il s'agit de versions réenregistrées et réarrangées de différents titres du groupe avec une participation de l'orchestre symphonique de Prague. Un medley de 17 minutes mélangera les trois titres les plus longs écrits par Helloween : Halloween, Keeper of The Seven Keys et The King For a Thousand Years.
Durant les vacances d'été, Helloween annonce sur son site officiel la sortie le 31 octobre 2010 de son nouvel album, 7 Sinners, décrit comme l'album le plus rapide et le plus heavy du groupe. L'album sort le 31 octobre en Europe et le 3 novembre aux États-Unis. Il était également disponible à l'écoute en streaming via la page Myspace officielle du groupe à partir du 25 octobre 2010. Le titre de l'album fait référence aux sept péchés capitaux et la pochette représente une étoile à sept branches qui symbolise l'arme qui combat ces derniers. Afin de promouvoir cette sortie, Helloween est parti en tournée à travers toute l'Europe en compagnie de Stratovarius dans le courant du mois de novembre 2010.
En juin 2012, Helloween rentre de nouveau en studio et sort Straight Out of Hell en janvier 2013. La tournée, le Hellish Rock Part II avec de nouveau Gamma Ray, emmène une nouvelle fois le groupe à travers l'Europe, l'Asie et l'Amérique (Amérique du Nord et Amérique Latine).

### Rock in Rio,My God-Given Right, HelloweenetGiants & Monsters(depuis 2013)
En septembre 2013, Helloween participe au Rock in Rio avec l'ancien membre Kai Hansen comme guest. En octobre 2014, le groupe annonce un nouvel album qui sera à nouveau produit par Charlie Bauerfeind au Mi Sueño Studio de Tenerife et qui marquera le retour du groupe chez le label Nuclear Blast avec lequel il a fait paraître les albums The Dark Ride et Rabbit Don't Come Easy. Le 26 février 2015, le groupe révèle le nom et la pochette de l'album intitulé My God-Given Right ainsi que la date de sortie prévue le 29 mai 2015. L'œuvre d'art a été créé par Martin Häusler.
Fin 2016, le groupe annonce que Michael Kiske et Kai Hansen rejoindront les cinq membres actuels du groupe en 2017 et 2018 pour une tournée de réunion intitulée Pumpkins United. Un nouveau single, Pumpkins United, voit le jour en novembre 2017 et sera joué durant la tournée. Un CD live ainsi qu'un DVD et blu-ray live issus de la tournée et intitulés  United Alivesortent ensuite en 2019.
À la suite du succès de la tournée qui a vu les membres historiques partager la scène dans une grande complicité avec les membres arrivés plus tard dans le groupe, Helloween qui évolue désormais avec sept membres (outre le batteur et le bassiste, le groupe comprend deux chanteurs au lieu d'un seul, et trois guitaristes au lieu de deux – le troisième guitariste faisant également office de troisième chanteur), annonce la sortie d'un nouvel album sobrement intitulé Helloween. Le premier single issu de cet album s'intitule Skyfall et sort le 2 avril 2021. Un clip réalisé par Martin Häusler est produit pour l'occasion. L'album sort quant à lui le 18 juin et réalise un excellent démarrage en se plaçant directement en tête des charts en Allemagne et en Espagne et dans le top 5 de plusieurs autres pays européens. Il s'illustre aussi au Japon en se classant à la 6ème place et monte à la 58ème place aux Etats-Unis. En décembre 2024, le groupe sort son cinquième album live enregistré au Nippon Budokan, à Tokyo au Japon le 16 septembre 2023.
Le 12 avril 2025, le groupe annonce la sortie de son dix-septième album studio, intitulé Giants & Monsters, qui sortira le 29 août 2025 via Reigning Phoenix Music. Le premier single issu de l'album, intitulé This Is Tokyo, sera publié le 13 juin 2025, et le second single, Universe (Gravity for Hearts) est sorti le 25 juillet 2025. Helloween sera également en tournée à l'automne 2025 pour célébrer leur 40 ans de carrière, ainsi que la sortie de l'album. 

## Membres

### Membres actuels
- Michael Kiske – chant, guitare, guitare acoustique, tambourine (1986–1993, depuis 2016)
- Markus Grosskopf – basse, chœurs (depuis 1984)
- Andi Deris – chant (depuis 1993)
- Kai Hansen – guitare solo, guitare rythmique (1984–1989, depuis 2016), chant solo (1984–1986, depuis 2016), chœurs (1986–1989, depuis 2016)
- Michael Weikath – guitare solo, guitare rythmique, chœurs (depuis 1984)
- Sascha Gerstner – guitare solo, guitare rythmique, chœurs (depuis 2002)
- Daniel Löble – batterie (depuis 2005)

### Membres live et session
- Jörn Ellerbrock – clavier (1988–2003)
- Matthias Ulmer – clavier (2007–2010)
- Eddy Wrapiprou – clavier (depuis 2010)

### Anciens membres
- Ingo Schwichtenberg – batterie (1984–1993 ; décédé en 1995)
- Roland Grapow – guitare solo, guitare rythmique, chœurs (1989–2001)
- Uli Kusch – batterie, chœurs (1993–2001)
- Mark Cross – batterie (2001–2003)
- Mikkey Dee - batterie (2003 ; musicien de session sur Rabbit Don't Come Easy)
- Stefan Schwarzmann – batterie (2003–2005)

## Discographie

### Albums studio
- 1985 : Walls of Jericho
- 1987 : Keeper of the Seven Keys, Pt. 1
- 1988 : Keeper of the Seven Keys, Pt. 2
- 1991 : Pink Bubbles Go Ape
- 1993 : Chameleon
- 1994 : Master of the Rings
- 1996 : The Time of the Oath
- 1998 : Better Than Raw
- 2000 : The Dark Ride
- 2003 : Rabbit Don't Come Easy
- 2005 : Keeper of the Seven Keys: The Legacy (double album)
- 2007 : Gambling with the Devil
- 2010 : 7 Sinners
- 2013 : Straight Out of Hell
- 2015 : My God-Given Right
- 2021 : Helloween
- 2025 : Giants & Monsters

### EP
- 1985 : Helloween
- 2005 : Mrs. God

### Albums live
- 1989: Live in the U.K.
- 1996: High Live
- 2007: Keeper of the Seven Keys – The Legacy World Tour 2005/2006
- 2019: United Alive
- 2024: Live at Budokan

### Compilations
- 1989 : Pumpkin Tracks
- 1991 : The Best, The Rest, The Rare
- 1999 : Metal Jukebox
- 2002 : Treasure Chest
- 2009 : Unarmed – Best of 25th Anniversary

## Influences
Le héros secondaire de la série de jeux vidéo Guilty Gear, Ky Kiske, est nommé en hommage aux membres fondateurs de Helloween (Kai Hansen & Michael Kiske).